# Neivamyrmex swainsonii
Neivamyrmex swainsonii (лат.) — вид кочевых муравьёв рода Neivamyrmex из подсемейства Ecitoninae (Formicidae). Близок к таксону Neivamyrmex andrei. Видовое название дано в честь коллектора типовой серии (Swainson).

## Распространение
Новый Свет: Северная Америка (США, Мексика), Центральная и Южная Америка (в том числе, Аргентина, Бразилия).

## Описание
Мелкие и средних размеров кочевые муравьи, длина тела рабочих около 5 мм, самцов более 1 см. Отличаются хорошо развитым зубцом снизу петиоля, направленным острием назад; длина задних бёдер в 4 раза больше их ширины, субантеннальная ламелла отсутствует или плохо развита. Основная окраска желтовато-коричневая. Усики рабочих 12-члениковые. Нижнечелюстные щупики 2-члениковые, нижнегубные щупики состоят из 2—3 сегментов. Мандибулы треугольные. Глаза отсутствуют или редуцированы до нескольких фасеток. Оцеллии и усиковые бороздки отсутствуют.  Коготки лапок простые без дополнительных зубцов на вогнутой поверхности. Проподеум округлый, без зубцов. Дыхальца заднегруди расположены в верхнебоковой её части или около средней линии проподеума. Голени средних и задних ног с одной гребенчатой шпорой. Стебелёк между грудкой и брюшком у рабочих состоит из двух члеников. Жало развито.
Ведут кочевой образ жизни. Постоянных гнёзд не имеют, кроме временных бивуаков. 

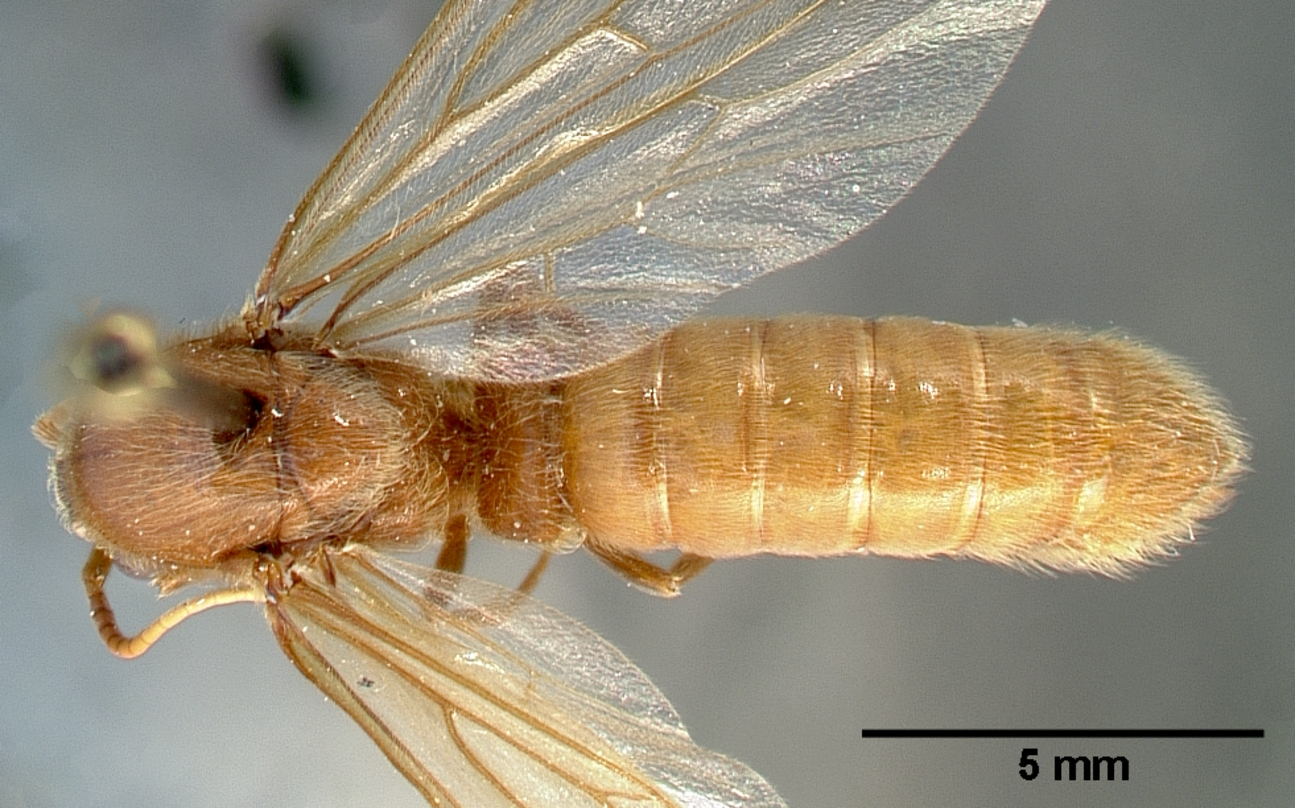
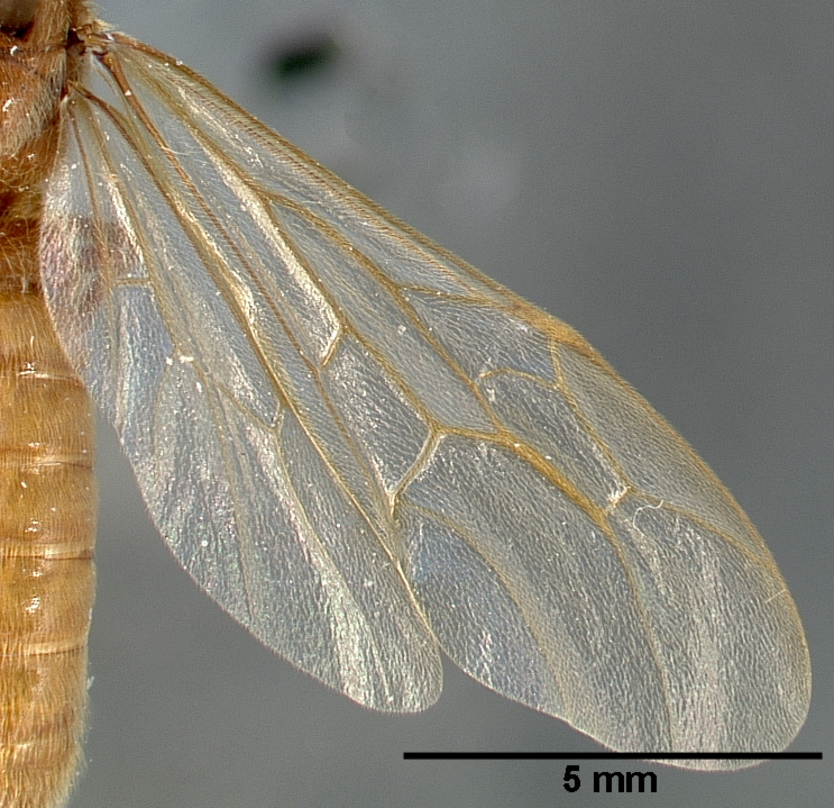
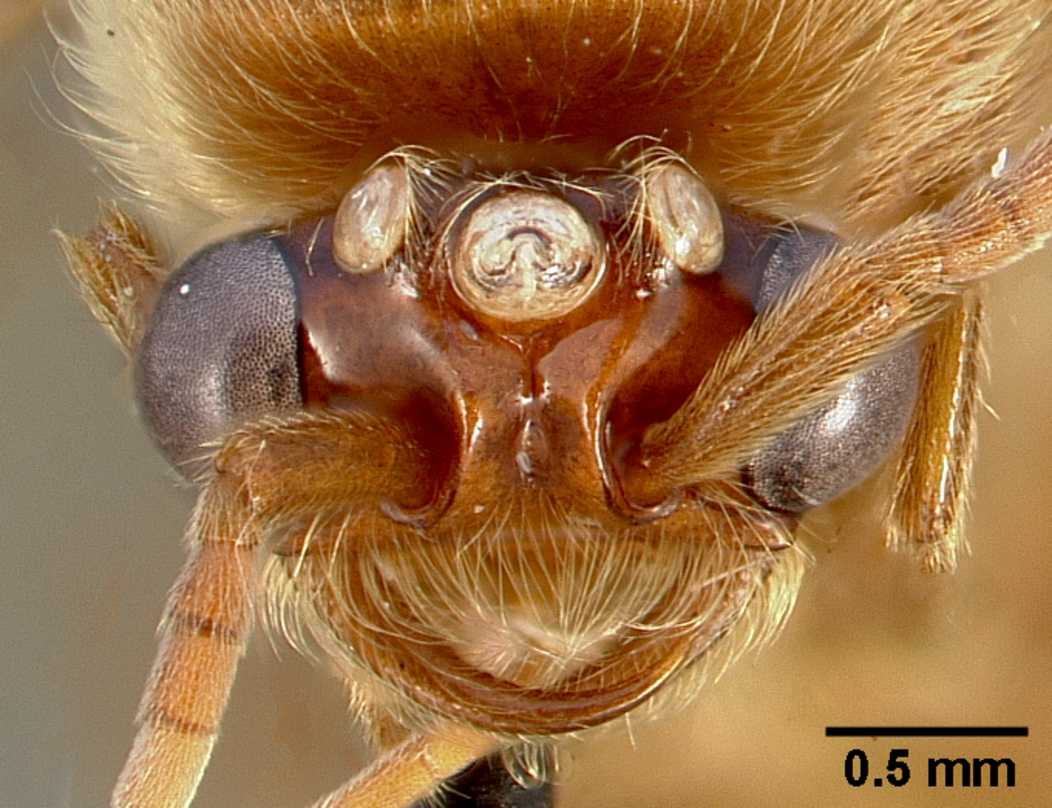
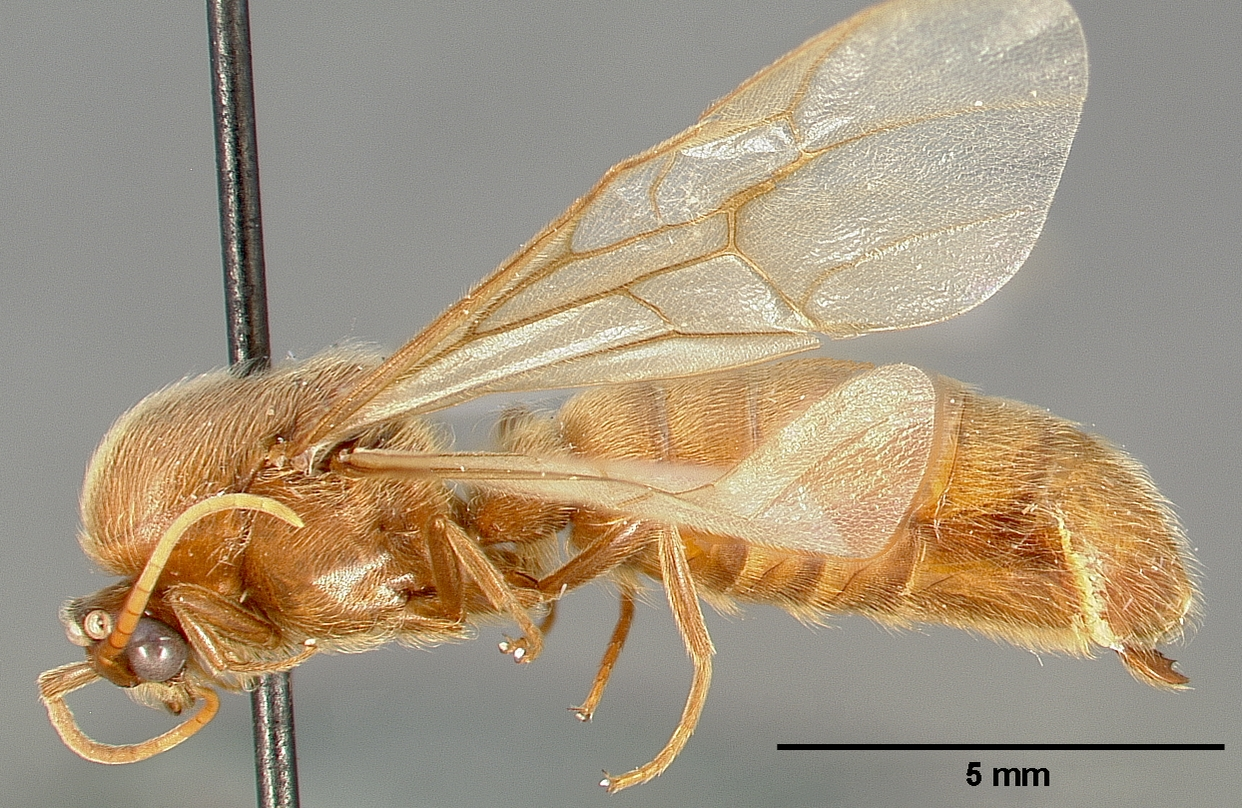
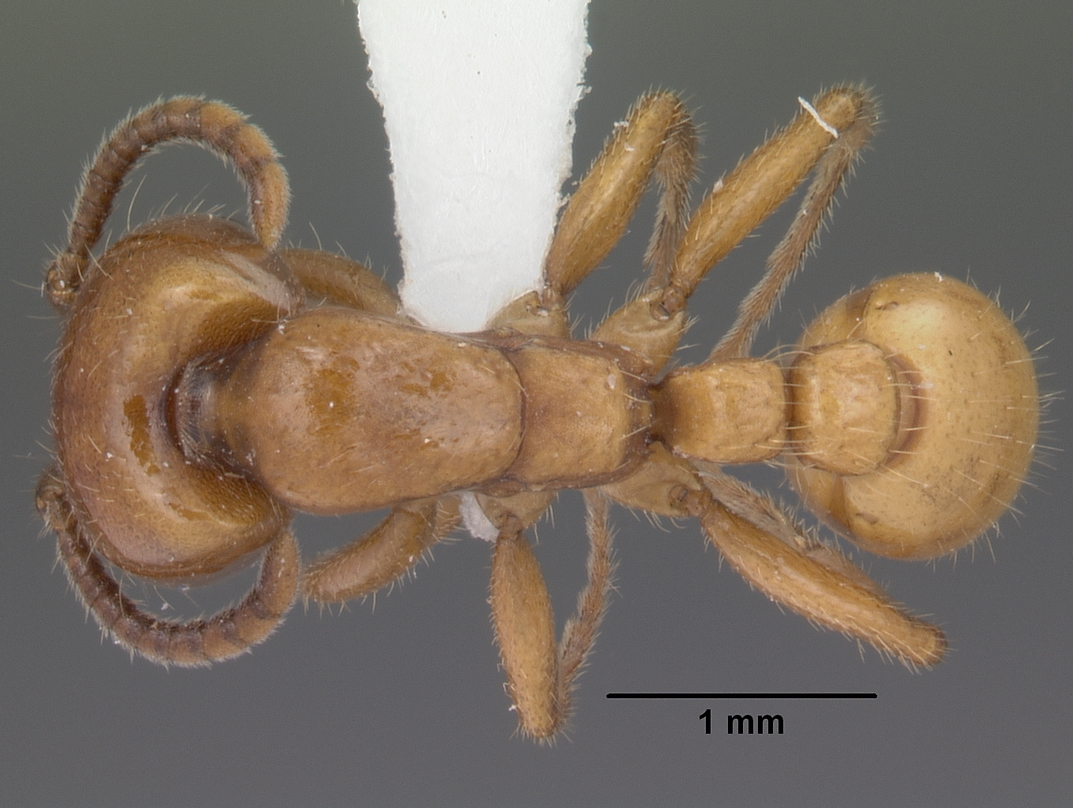